# Shu-bi-dua 2
Shu-bi-dua 2 er navnet på Shu-bi-duas andet album, som udkom på LP i 1975 og senere blev genudgivet på CD i 1990. Albummet blev på ny genudgivet i remasteret version på CD, LP og som download i 2010 under navnet "Deluxe udgave".
Albummet havde i 1998 solgt over 115.000 eksemplarer.

## Spor
| #   | Titel                                                                                     | Længde |
| --- | ----------------------------------------------------------------------------------------- | ------ |
| 1.  | "Intro"                                                                                   | 1:43   |
| 2.  | "Nylon Brando"                                                                            | 2:21   |
| 3.  | "Dialog 1"                                                                                | 0:31   |
| 4.  | "Hva' ka' man få for en ti'er"                                                            | 2:42   |
| 5.  | "Zeppe deppe"                                                                             | 3:36   |
| 6.  | "Chinese Pin Fight"                                                                       | 0:06   |
| 7.  | "Jeg har købt en guitar"                                                                  | 2:08   |
| 8.  | "Et ævle om dagen"                                                                        | 3:01   |
| 9.  | "Dialog 2"                                                                                | 0:35   |
| 10. | "Fiske-disk"                                                                              | 3:17   |
| 11. | "Sagnet om regnormen Kurt og Arken i Parken"                                              | 2:51   |
| 12. | "Min baby bor i højhus"                                                                   | 3:32   |
| 13. | "Jeg er fluen"                                                                            | 0:42   |
| 14. | "Livets pølse"                                                                            | 2:41   |
| 15. | "En rocksangers farvel"                                                                   | 2:42   |
| 16. | "Ingen artikler om pladen i Go" (bonus)                                                   | 2:36   |
| 17. | "Medley (Rund funk, Fiske-disk, (Her lugter lidt af) fisk, Kylling med soft ice)" (bonus) | 10:18  |
| 18. | "Bundesen & Hardinger – Om Shu-bi-dua 2" (bonus)                                          | 4:51   |

Spor 16 og 17 er bonusnumre, som kun findes på de remastered cd- og downloadudgaver fra 2010, og spor 17 er tidligere udgivet på opsamlingsalbummet Shu-bi-læum. Spor 18 findes kun hos enkelte downloadforretninger.
Alle titler og sporlængder er taget fra 2010-downloadudgaverne.

## Originalsange
- Originalen til "Intro" er "To David, Charlie and Ian" (Lyle-Galagher / Shu-bi-dua).
- Originalen til "Jeg har købt en guitar" er "Good luck charm" (Schroeder-Gold / Shu-bi-dua).
- Originalen til "Et ævle om dagen" er "Change of the guard" (Fagen-Becker / Shu-bi-dua).
- Originalen til "Sagnet om regnormen Kurt og Arken i Parken" er en fri fortolkning af "Surfin' USA" (Wilson / Shu-bi-dua), "I Get Around" (Wilson-Love / Shu-bi-dua) og "Sweet Little Sixteen" (Chuck Berry). De originale albums angiver kun Wilson-brødrene som ophavsmænd til melodien, mens nodebogen "Shu-bi-dua – Melodierne, teksterne, historien" også henviser til Chuck Berry.
- Originalen til "Min baby bor i højhus" er "One way out" (Williamson / Shu-bi-dua).
- Originalen til "Jeg er fluen" er "Jeg er havren" (Agerby / ½ Aakjær-½ Christensen).
- Originalen til "Livets pølse" er "The ballad of John and Yoko" (Lennon-McCartney / Shu-bi-dua).
- Originalen til "En rocksangers farvel" er "A world without love" (Lennon-McCartney / Shu-bi-dua). Skrevet af Paul McCartney til Peter & Gordon som havde et stort hit med den.
- Originalen til "Ingen artikler om pladen i Go" er "No Particular Place to Go" (Berry / Shu-bi-dua). Nummeret blev af Shu-bi-dua også kaldt "Hail! Hail!"

Hvis intet andet er angivet er tekst og musik af Shu-bi-dua.